# David Walliams
David Edward Walliams (født 20. august 1971 i Merton, London, England), kendt professionelt som David Walliams, er en britisk skuespiller, komiker, forfatter, talentshow-dommer og tv-vært.
Lige siden 2012 har Walliams været dommer på ITV's talentshow Britain's Got Talent.